# Julio César Gonzáles La Hoz
Julio Cesar Gonzales La Hoz (Cesar Fidel Gonzales La Hoz) (Lima, 24 de abril de 1896 - Lima, 27 de noviembre de 1961) fue un político y empresario peruano.

## Biografía
Diputado de la república durante la presidencia del senado de Julio De La Piedra Del Castillo (1952-1954) por la Union Nacional Odriista  (partido político fundado en torno al general Manuel A. Odría) y Alcalde de Miraflores en Lima, Perú (1948-1949)
Hijo de Octavio González Yáñez y Natalia La Hoz Lobato. Se casó con Isabel Daly Ramos (1898-1981) (hija de Peter Daly Charon sobreviviente del titanic) y Rosalba Ramos Méndez (1868-1848).  Tuvieron 8 hijos (3 varones y 5 mujeres).  
Urbanizó parte de Pueblo Libre, Miraflores y San Isidro. Urbanizaciones como San Gabriel y Santa Mónica (San Isidro) y San Antonio (miraflores). 
Falleció en la tarde del 27 de noviembre de 1961 a los 65  años víctima del cáncer en su casa ubicada en el distrito limeño de Miraflores.
- Datos: Q30915327

Fue Director Gerente de la Sociedad Nacional de Construcciones Limitada.